# Gootau
Gootau – wieś w Botswanie w dystrykcie Central. Według spisu ludności z 2011 roku wieś liczyła 1401 mieszkańców.